# Liste derzeitiger Sezessionsbestrebungen in Afrika
Diese Liste zählt derzeitige (Stand 2018) Sezessionsbestrebungen auf dem afrikanische Kontinent auf. Teilweise sind deren Sezessionsparteien Mitglied der Organisation der nicht-repräsentierten Nationen und Völker (*) und/oder der Organization of Emerging African States (**).

## Liste der Gebiete
| Gebiet                                | Land                         | Fläche in km² | Einw.            | Sezessionsbewegung / Partei | angestrebte Art der Sezession               | angestrebte Staatsform | Bemerkung |
| ------------------------------------- | ---------------------------- | ------------- | ---------------- | --- | ------------------------------------------- | ---------------------- | --- |
| Kabylei */**                          | Algerien                     |               |                  | Mouvement pour l'Autodétermination de la Kabylie (Mak-Anavad) | Unabhängigkeit                              | Republik               | |
| Lunda-Tchokwé **                      | Angola                       | 501.922       | 4.500.000 (2011) | Partido Democrático da Defesa do Estado Lunda-Tchokwé (Mulher Unida da Lunda-Tchokwé (MULT), Pioneiros Unidos da Lunda-Tchokwé (PULT), Juventude Unida da Lunda-Tchokwé(JULT))                                                                      | Unabhängigkeit                              | Demokratische Republik | ehemals Königreich Lunda |
| Cabinda **                            | Angola                       |               |                  | Frente para a Libertação do Enclave de Cabinda | Unabhängigkeit                              | Republik               | teilweise bewaffneter Kampf durch die Forças Armadas de Cabinda |
| Bioko **                              | Äquatorialguinea             |               |                  | Movement for the Self-Determination of Bioko Island | Autonomie                                   |                        | |
| Debubawi Kayih Bahri                  | Eritrea                      |               |                  | RSADO, DMLEK, SPDM | Unabhängigkeit                              |                        | |
| Réunion                               | Frankreich                   |               |                  | Lorganizasion Popilèr po Libèr nout Péi (Lplp) – Popular Front for National Liberation Marxist–Leninist Communist Organisation of Réunion | Unabhängigkeit                              |                        | |
| Südkamerun / Ambazonia */**           | Kamerun                      |               | 8.000.000        | Southern Cameroons Independence Restoration Movement | Unabhängigkeit                              | Bundesrepublik         | teilweise bewaffneter Kampf durch Ambazonia Defence Forces (ADF), Ambazonia Tigers, Southern Cameroons Defence Forces (SOCADEF), Boki Local Self Defense Group               |
| Ambazonia                             | Kamerun                      |               |                  | Southern Cameroon Liberation Movement | Unabhängigkeit                              | Republik               | teilweise bewaffneter Kampf durch die Southern Cameroon Peoples Organization                                                                                                 |
| Bakassi-Halbinsel                     | Kamerun                      |               |                  | Bakassi Movement for Self-Determination | Unabhängigkeit                              | republic               | bewaffnet (Bakassi conflict) |
| Mombasa                               | Kenia                        |               |                  | Mombasa Republican Council | Unabhängigkeit                              | Republik               | |
| Nord-Ost (Westliche Republik Somalia) | Kenia                        |               |                  | | Unabhängigkeit oder Anschluss an Somalia    | Republik               | |
| Anjouan                               | Komoren                      |               |                  | Mouvement Populaire Anjouanais | Unabhängigkeit                              |                        | |
| Mwali (Mohéli)                        | Komoren                      |               |                  | | Unabhängigkeit                              | Demokratische Republik | |
| Kongo Central                         | Kongo, D. R.                 |               |                  | Bundu dia Kongo | Unabhängigkeit                              | Königreich             | ehemals Königreich Kongo |
| Katanga                               | Kongo, D. R.                 |               |                  | Union of Federalists and Independent Republicans | Unabhängigkeit                              |                        | bewaffneter Kampf durch Mai-Mai Kata Katanga |
| Kwili, Kivu, Bukavu                   | Kongo, D. R.                 |               |                  | | Unabhängigkeit                              | Vereinigte Republik    | bewaffneter Kampf |
| Südkongo                              | Kongo, Republik              |               |                  | Provisional Assembly and governance of the State of South Congo | Unabhängigkeit                              |                        | |
| Loango                                | Kongo, Republik              |               |                  | Tchimongo-Lumbu-Tchinkondi | Unabhängigkeit                              | Königreich             | ehemals Königreich Loango |
| Kyrenaika                             | Libyen                       |               |                  | Movement for Federal Libya National Union Party Cyrenaica Youth Movement | Autonomiestatus                             |                        | |
| Toubouland                            | Libyen                       |               |                  | | Unabhängigkeit                              |                        | bewaffneter Kampf durch die Toubou Front for the Salvation of Libya |
| Azawad **                             | Mali                         |               |                  | Coordination of Azawad Movements | Unabhängigkeit                              |                        | bewaffneter Kampf durch die National Movement for the Liberation of Azawad                                                                                                   |
| Rif **                                | Marokko                      |               |                  | Rif Independence Movement | Unabhängigkeit                              |                        | ehemals Rif-Republik (1921–1926) |
| Caprivi/Itenge **                     | Namibia                      |               |                  | Caprivi Liberation Movement Caprivi African National Union United Democratic Party – Caprivi Freedom | Autonomie bzw. Unabhängigkeit               | Freistaat              | ehemals bewaffneter Aufstand der Caprivi Liberation Army (Caprivi-Konflikt)                                                                                                  |
| Rehoboth Gebiet                       | Namibia                      |               |                  | Rehoboth Baster | Unabhängigkeit                              |                        | Unabhängigkeit am 20. März 1990 erklärt |
| Agadez                                | Niger                        |               |                  | | Unabhängigkeit                              | Republik               | bewaffneter Kampf durch die Revolutionary Armed Forces of the Sahara |
| Biafra                                | Nigeria                      |               |                  | Biafran Congress Party, Movement for the Actualization of the Sovereign State of Biafra ** | Unabhängigkeit                              | Republik               | 1967 Unabhängigkeit erklärt; 1970 nach dem Biafra-Krieg wieder eingegliedert bewaffneter Kampf durch Indigenous People of Biafra und Biafra Zionist Movement, Biafra Rebirth |
| Yorubaland (Oduduwa)                  | Nigeria                      |               |                  | Afenifere, Afenifere Renewal Group, DAWN Commission | Unabhängigkeit                              | Republik               | bewaffneter Kampf durch O’odua People’s Congress, Yoruba Liberation Command                                                                                                  |
| Batwaland **                          | Ruanda                       |               |                  | Association for the Promotion of Batwa | Unabhängigkeit                              |                        | |
| Casamance **                          | Senegal                      |               |                  | | Unabhängigkeit                              |                        | teilweise bewaffneter Kampf durch das Mouvement des forces démocratiques de la Casamance                                                                                     |
| Somaliland */**                       | Somalia                      | 176.120       | 3.510.000        | Regierung von Somaliland | Unabhängigkeit                              |                        | Unabhängigkeit am 18. Mai 1991 erklärt |
| Kap-Republik                          | Südafrika                    |               |                  | | mögliche Bestrebungen zu mehr Autonomie     | Republik               | Westkap, Nordkap (mit Ausnahme von zwei Distrikten), sechs Lokalverwaltungen des Ostkap und eine Lokalverwaltung des Freistaat                                               |
| KwaZulu-Natal                         | Südafrika                    |               |                  | Königliche Familie der Zulu | Unabhängigkeit                              | Königreich             | ehemals Königreich Zululand |
| Volkstaat *                           | Südafrika                    |               |                  | Vryheidsfront Plus | Autonomie                                   |                        | Recht auf Selbstbestimmung der Buren durch Accord on Afrikaner self-determination anerkannt                                                                                  |
| Darfur **                             | Sudan                        |               |                  | Darfur Liberation Front | Unabhängigkeit                              |                        | anhaltender bewaffneter Konflikt (Darfur-Konflikt) |
| Eastern Front **                      | Sudan                        |               |                  | Beja Congress | Unabhängigkeit                              |                        | teilweise bewaffneter Konflikt durch die Rashaida Free Lions |
| Nuer                                  | Südsudan                     |               |                  | Nuer White Army | Unabhängigkeit                              |                        | anhaltender bewaffneter Konflikt (Bürgerkrieg im Südsudan 2013 bis 2018) |
| Kanarische Inseln **                  | Spanien                      |               |                  | Coalición Canaria, Partido Nacionalista Canario, Nueva Canarias Frente Popular de las Islas Canarias, Alternativa Nacionalista Canaria, Alternativa Popular Canaria, Unidad del Pueblo, Organización Revolucionaria de Jóvenes Canarios Los Alzados | weitreichende Autonomie bzw. Unabhängigkeit |                        | |
| Sansibar **                           | Tansania                     |               |                  | Civic United Front, Uamsho | Unabhängigkeit                              |                        | |
| Buganda **                            | Uganda                       |               |                  | | Königreich                                  |                        | teilweise Autonomie bereits vorhanden |
| Yiira (Rwenzururu)                    | Uganda                       |               |                  | | Republik                                    |                        | |
| Barotseland */**                      | Sambia                       |               |                  | Königliche Barotse-Familie | Königreich                                  |                        | historisches Königreich der Lozi |
| Matabeleland (Mthwakazi) **           | Simbabwe                     |               |                  | Matabeleland Freedom Party | Freistaat                                   |                        | teilweise bewaffneter Kampf durch die Mthwakazi Liberation Front |
| Dar El Kuti (Logone)                  | Zentralafrikanische Republik |               |                  | Séléka | Unabhängigkeit                              | Republik               | bewaffneter Kampf |